# Philipp Walsleben
Philipp Walsleben (Potsdam, 19 de novembre de 1987) és un ciclista alemany professional des del 2006 i actualment a l'equip Alpecin-Fenix. Especialista en ciclocròs, ha obtingut diferents campionats nacionals, i un Campionat del món sub-23.

## Palmarès en ciclocròs
- 2006-2007
  -  Campió d'Alemanya sub-23 en ciclocròs
- 2008-2009
  -  Campió del món en ciclocròs sub-23
  -  Campió d'Europa en ciclocròs sub-23
  -  Campió d'Alemanya en ciclocròs
  - 1r a la Copa del món de ciclocròs sub-23
  - 1r al Superprestige sub-23
  - 1r al Trofeu GvA sub-23
- 2009-2010
  -  Campió d'Alemanya en ciclocròs
- 2010-2011
  -  Campió d'Alemanya en ciclocròs
- 2012-2013
  -  Campió d'Alemanya en ciclocròs
- 2013-2014
  -  Campió d'Alemanya en ciclocròs
- 2015-2016
  -  Campió d'Alemanya en ciclocròs

## Palmarès en carretera
- 2008
  - Vencedor d'una etapa a la Volta a la província de Namur
- 2011
  - Vencedor d'una etapa de la Mi-août en Bretagne
- 2013
  - 1r a la Baltic Chain Tour i vencedor d'una etapa
  - Vencedor d'una etapa del Tour d'Alsàcia
- 2018
  - 1r a la Bałtyk-Karkonosze Tour i vencedor d'una etapa
- 2021
  - Vencedor d'una etapa als Boucles de la Mayenne
  - Vencedor d'una etapa a l'Arctic Race of Norway